# Alfredo Sánchez
Alfredo Sánchez García (genannt El Viejo; * 28. Mai 1904 in Orizaba, Veracruz; † um 2006) war ein mexikanischer Fußballspieler, der an sämtlichen Spielen der mexikanischen Nationalmannschaft bei der Fußball-Weltmeisterschaft 1930 teilnahm.

## Leben
Seinen Spitznamen „El Viejo“ (spanisch für Der Alte) soll er bereits am Tag seiner Geburt von seinem Vater erhalten haben, als dieser das faltige Gesicht seines Sohnes kommentierte: „Guck mal, er sieht aus wie ein alter Mann.“

## Laufbahn

### Verein
Sánchez begann seine Fußballkarriere bei seinem Heimatverein Asociación Deportiva Orizabeña und wechselte 1929 in die Hauptstadt zum Club América. Dort entwickelte er sich zu einem der zuverlässigsten Abwehrspieler der Vereinsgeschichte und spielte dort bis zu seinem Rückzug vom aktiven Fußballsport 1943. Nach seiner aktiven Karriere arbeitete er als Trainer.

### Nationalmannschaft
Sánchez gehörte zum Aufgebot Mexikos bei der Fußball-Weltmeisterschaft 1930, wo er am 13. Juli sein Länderspieldebüt gegen Frankreich (1:4) absolvierte. Auch in den folgenden Spielen gegen Chile (0:3) und Argentinien (3:6) kam Sánchez über die volle Distanz zum Einsatz. Sein zehntes und letztes Länderspiel bestritt Sánchez am 22. Februar 1938 gegen Costa Rica (2:1) bei der Zentralamerikanischen und Karibischen Fußballmeisterschaft von 1938 in Panama, die Mexiko mit einem Punkt Vorsprung auf Costa Rica gewann.